# Miroslav (zámek)
Zámek Miroslav se nachází v centru města Miroslav v okrese Znojmo. Jeho nejstarší jádro tvoří mohutná obdélná budova, obklopená pozdějšími přístavbami. Původně pozdně gotická vodní tvrz byla v 16. století renesančně přestavěna a rozšířena rody Valeckých z Mírova a Hodických z Hodic. Další stavební úpravy proběhly v první polovině 18. století, během vlastnictví louckých premonstrátů. V současnosti je částečně rekonstruovaný zámek ve vlastnictví města Miroslav a slouží výstavním účelům. Zámek je chráněn jako kulturní památka.

## Historie
Na místě současného zámku pravděpodobně původně stála vodní tvrz, připomínaná roku 1398. Jádro zámku tvořené mohutnou čtyřúhelníkovou stavbou snad obsahuje pozůstatky původní tvrze. Tato budova stála zřejmě zpočátku osamoceně, chráněná od severu, západu a jihu vodou, od východu pak vylámaným příkopem.
Od konce 15. století až do 60. let 16. století vlastnili tvrz Valečtí z Mírova. Ti nechali hlavní budovy zvýšit a přistavěli jižní křídlo s vystupujícím arkýřem. Od východu celý komplex zabezpečili vysokou plášťovou zdí s branou navazující na dnes zaniklý padací most přes příkop. Tato přestavba v renesančním stylu probíhala pravděpodobně do první třetiny 16. století. Roku 1569 vyměnili Valečtí miroslavský zámek s Hodickými z Hodic za panství Hostim. Noví majitelé pokračovali s renesančními stavebními úpravami především hlavní věžové budovy, realizovanými koncem 16. století. Vznikly tam nové sály s bohatou výmalbou, fasády budov získaly sgrafitovou bosáž nároží. Pro účast na stavovském povstání byl miroslavský zámek Hodickým zkonfiskován a za 30 000 zlatých prodán hrabatům z Náchoda, kteří jej vlastnili až do roku 1661. Za jejich držení proběhly mírné úpravy zámku v barokním stylu a zřízen park.
Roku 1692 převzali miroslavský statek loučtí premonstráti, kteří jej připojili k panství Loděnice. Premonstráti následně zahájili výrazné stavební úpravy zámku. Stávající vstupní most byl zrušen a nahrazen současným. Na východní průčelí hlavní budovy přibyl nový portál a uvnitř pak monumentální zalamované schodiště. K severní straně hlavní budovy byl přistavěn objekt s dvoulodní síní. Po požáru v polovině 18. století bylo zrušeno cimbuří na vrcholu hlavní budovy a ta zastřešena mansardovou střechou. Po zrušení louckého kláštera roku 1784 připadl zámek náboženskému fondu. Roku 1824 koupil zámek za 130 000 zlatých lékař Josef Hopfen, jeho rodina jej vlastnila do roku 1893. Následně zámek získala vídeňská cukrovarnická rodina Stummerů, které patřil až do roku 1945. Po následné konfiskaci připadl zámek Městskému národnímu výboru a sloužil jako městské muzeum a internát.
Na počátku 90. let připadl zdevastovaný zámek městu Miroslav, které se neúspěšně snažilo zámek prodat, případně najít nový účel využití a získat prostředky na jeho rekonstrukci. Např. v roce 2005 proběhlo i místní referendum o otázce prodeje, které však bylo pro nízkou účast neplatné. Teprve v roce 2014 získalo z ROP Jihovýchod dotaci 21 milionů Kč, která umožnila rekonstrukci jihovýchodního křídla. Ta byla dokončena v květnu 2015 s celkovými náklady 25 milionů korun. V rekonstruovaných prostorách budou umístěny stálé výstavy. Obnovu stavebně-truhlářských prvků a sgrafit provedla firma Attentus Qualitatis.
V roce 2022 město nechalo opravit střechu věžové budovy. Práce zahrnovaly opravu barokního krovu a výměnu dožilé asfaltové krytiny za pálenou střešní tašku. Náklady na rekonstrukci dosáhly 12 milionů korun, z toho jedním milionem přispěl Jihomoravský kraj. Tato rekonstrukce získala cenu veřejnosti v soutěži „Nejlépe opravená kulturní památka Jihomoravského kraje v roce 2022“.

## Popis
Zámek se nachází na skalnatém ostrohu původně vystupujícím z okolních bažin. Jeho jádrem je mohutná čtyřpatrová budova půdorysu nepravidelného čtyřúhelníka, završená valbovou střechou. Základy stavby jsou zřejmě pozdně gotické, tvořené pozůstatky někdejší tvrze. Kolem horního patra vedl cimbuřím zakončený ochoz nesený krakorci, který byl pravděpodobně zrušen po polovině 18. století. Stropy síní tvoří valené klenby. Na východním průčelí je umístěn vstupní barokní portál. V místnosti za ním navazuje lomené schodiště.
Na severní stranu hlavní budovy navazuje dvoupatrová stavba přibližně lichoběžníkového půdorysu. Uvnitř se nachází dvoulodní síň, členěná sloupy nesoucími valenou klenbu.
Východní křídlo má půdorys protáhlého obdélníka, s delší stranou orientovanou na severovýchod-jihozápad. Na jižní straně vystupuje výrazný hranolový arkýř. Pod velkým čtvercovým oknem arkýře je umístěn kamenný erb Zikmunda Valeckého z Mírova. Místnosti východního křídla mají valenou klenbu, kromě arkýře a přilehlé místnosti (bývalé soudní síně). Tam se nachází cenná sklípková klenba nepravidelného tvaru. Menší západní křídlo je vysunuto z průčelí hlavní budovy a přiléhá k jejímu jihozápadnímu rohu. Spolu s hlavní budovou a východním křídlem uzavírá jižní trojúhelníkové nádvoří.
K severní straně východního křídla přiléhá zhruba čtvercová budova s arkýřem na jejím východním průčelí a zaklenutá křížovou klenbou. Mezi její západní stranou a východním průčelí hlavní budovy je valeně zaklenutý průchod na jižní nádvoří. Na severní straně této budovy je umístěn portál saského typu, zdobený kamenným ostěním s osekanými větvemi, dvěma erby Valeckých z Mírova a dvojicí mužů táhnoucích provazy.
Severně od této budovy stojí věžice, tvořící původní vstupní bránu. Na ni navazuje zeď s portálem současné vstupní brány. Nad branou je zasazena deska se znakem louckého kláštera, datovaná 1665 a pravděpodobně přenesená z mateřského kláštera. Tato zeď uzavírá větší severní nádvoří, tvořené hlavní budovou, severním a východním křídlem. Přístup k bráně je po cihlovém obloukovém mostu, vedeném přes umělý příkop. Zámek je obklopen parkem, který je rovněž majetkem města.

## Výstavy na zámku
| Rok  | Počet návštěvníků |
| ---- | ----------------- |
| 2016 | 3 290             |
| 2017 | 4 164             |

Samostatná expozice připomíná dílo miroslavského rodáka Pavla Krbálka, akademického sochaře, malíře a šperkaře. V současné době na zámku probíhá výstava na téma Tvrz očima fotografa. Miroslavský rodák Oldřich Hrb nafotil původní tvrz a tyto fotografie jsou vystaveny na zámku. Jeho očima se tak dostanete do míst, která nejsou pro veřejnost přístupná. Další výstava se týká dobového oblečení a je doplněna modely některých českých hradů a zámků. V červnu a červenci bude tato výstava obměněna a těšit se tak můžete na Hlavolamy.

## Galerie

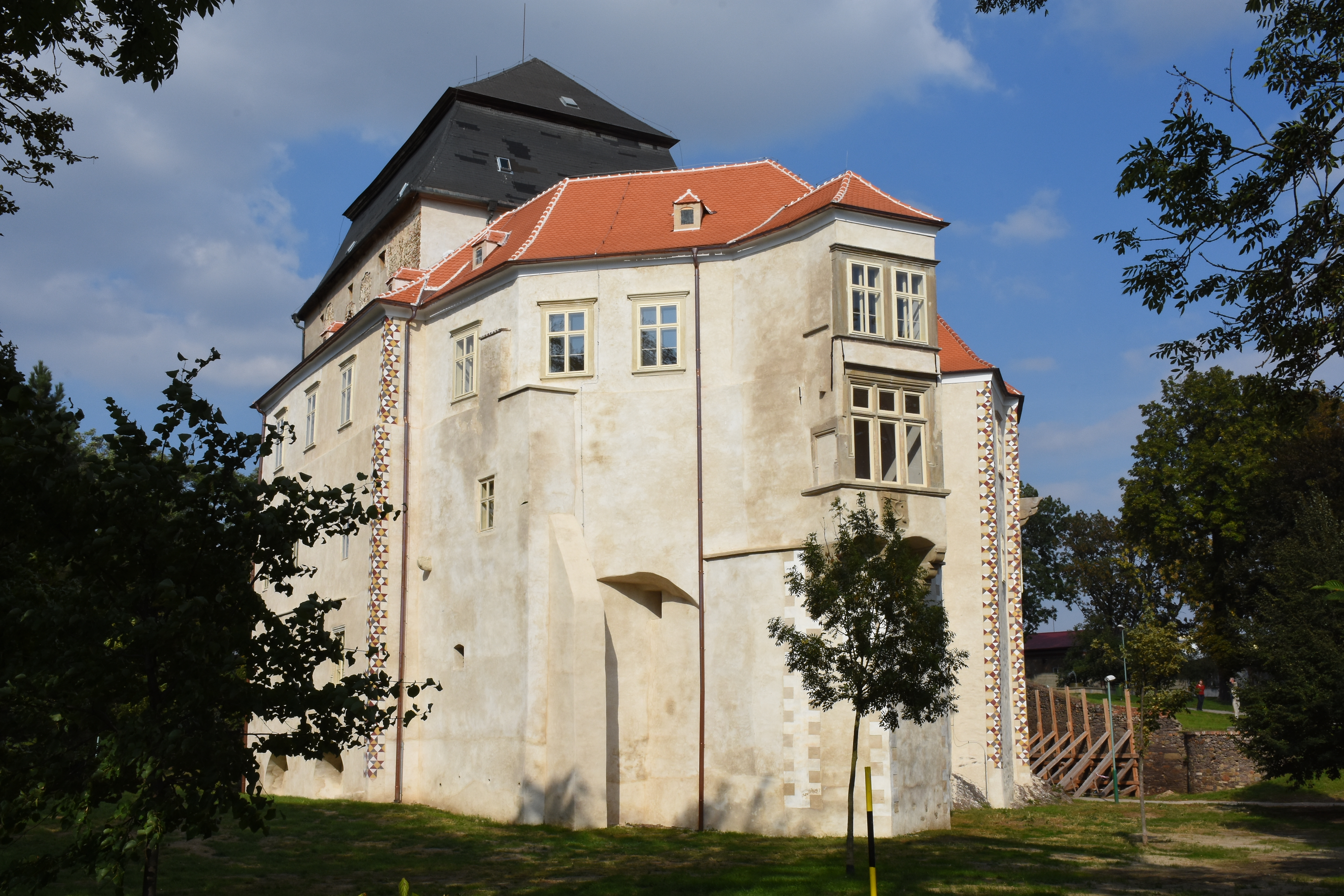
západní křídlo s jižním arkýřem východního křídla
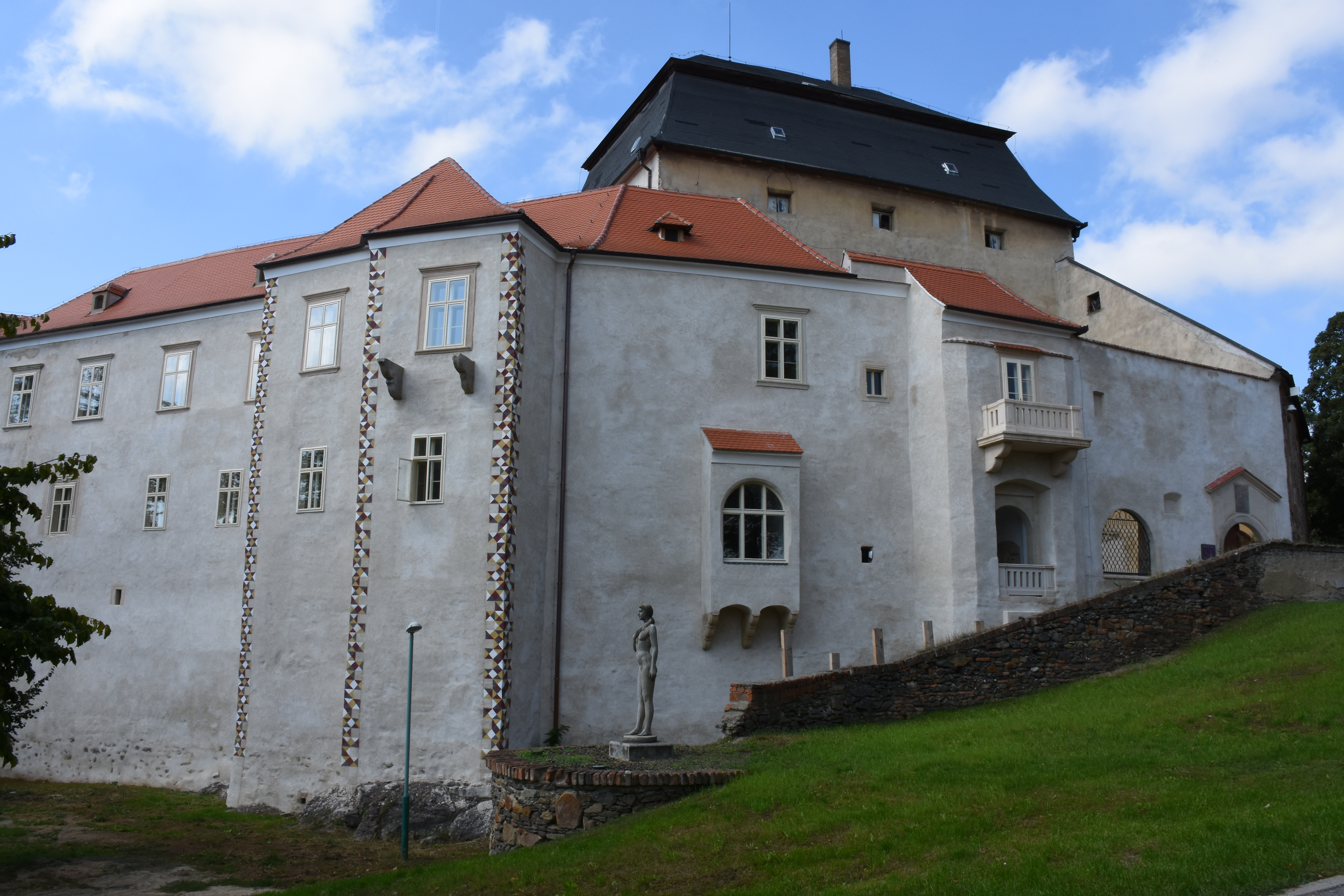
východní křídlo a bývalá vstupní brána
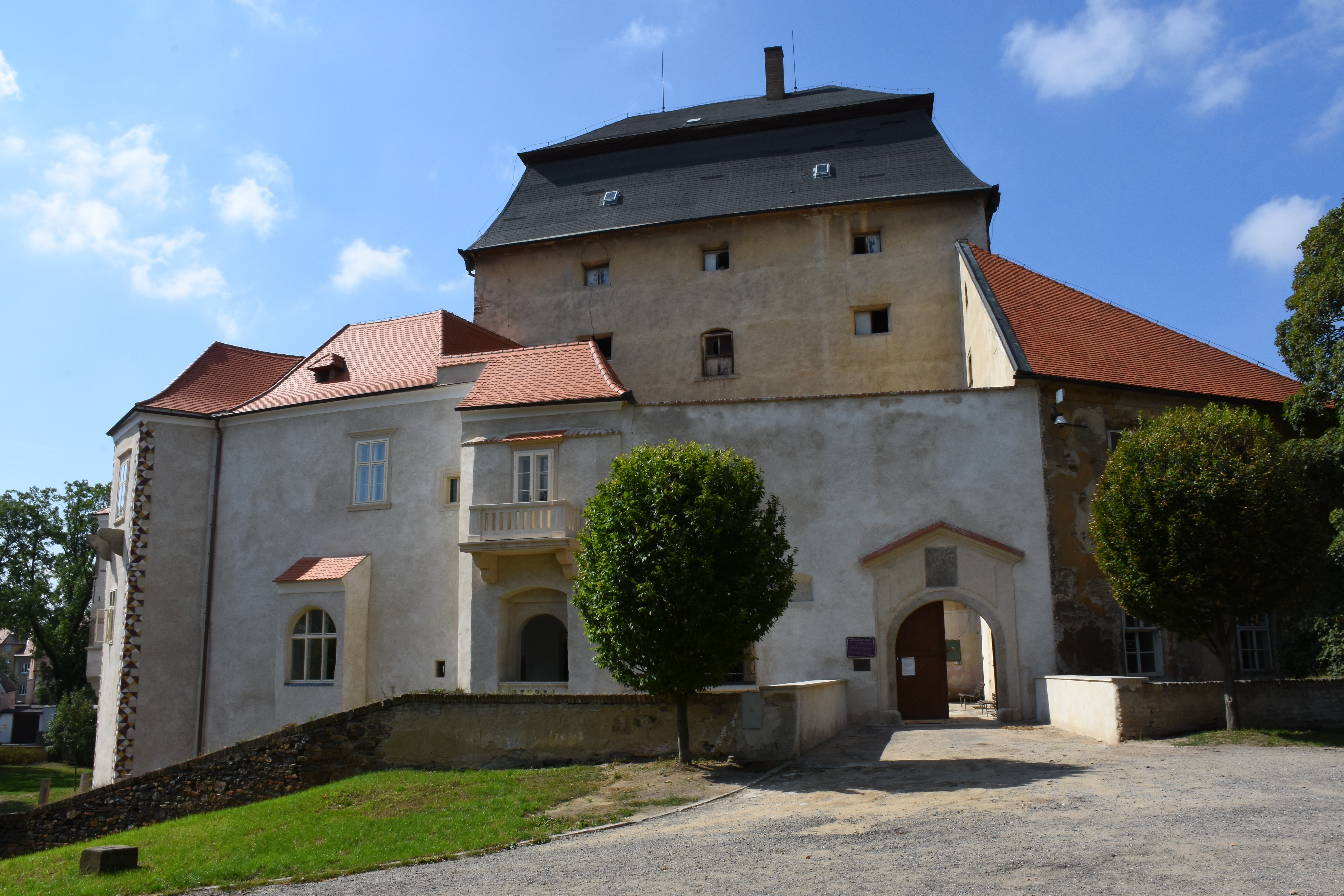
pohled od východu
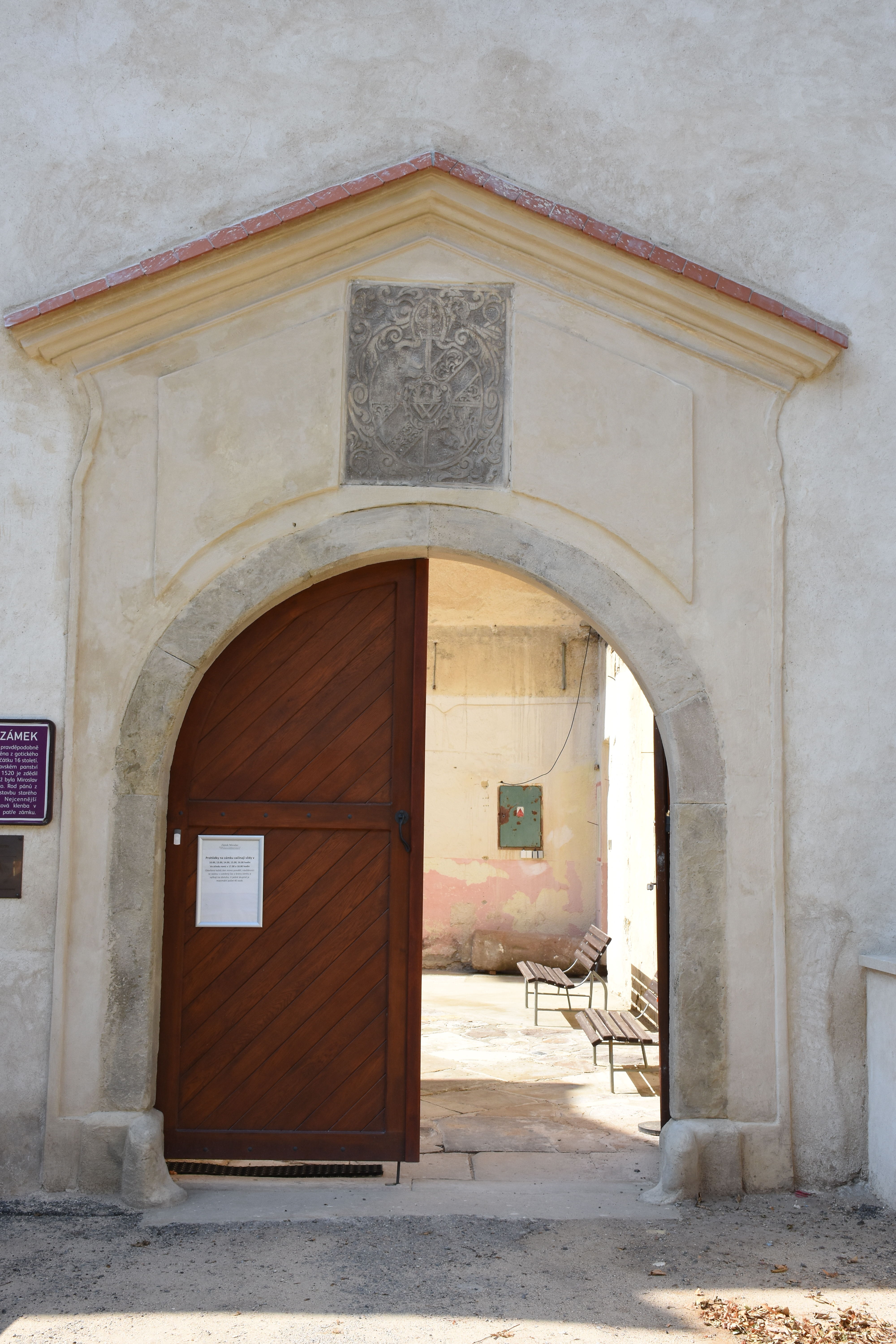
současný vstup s erbem louckého kláštera
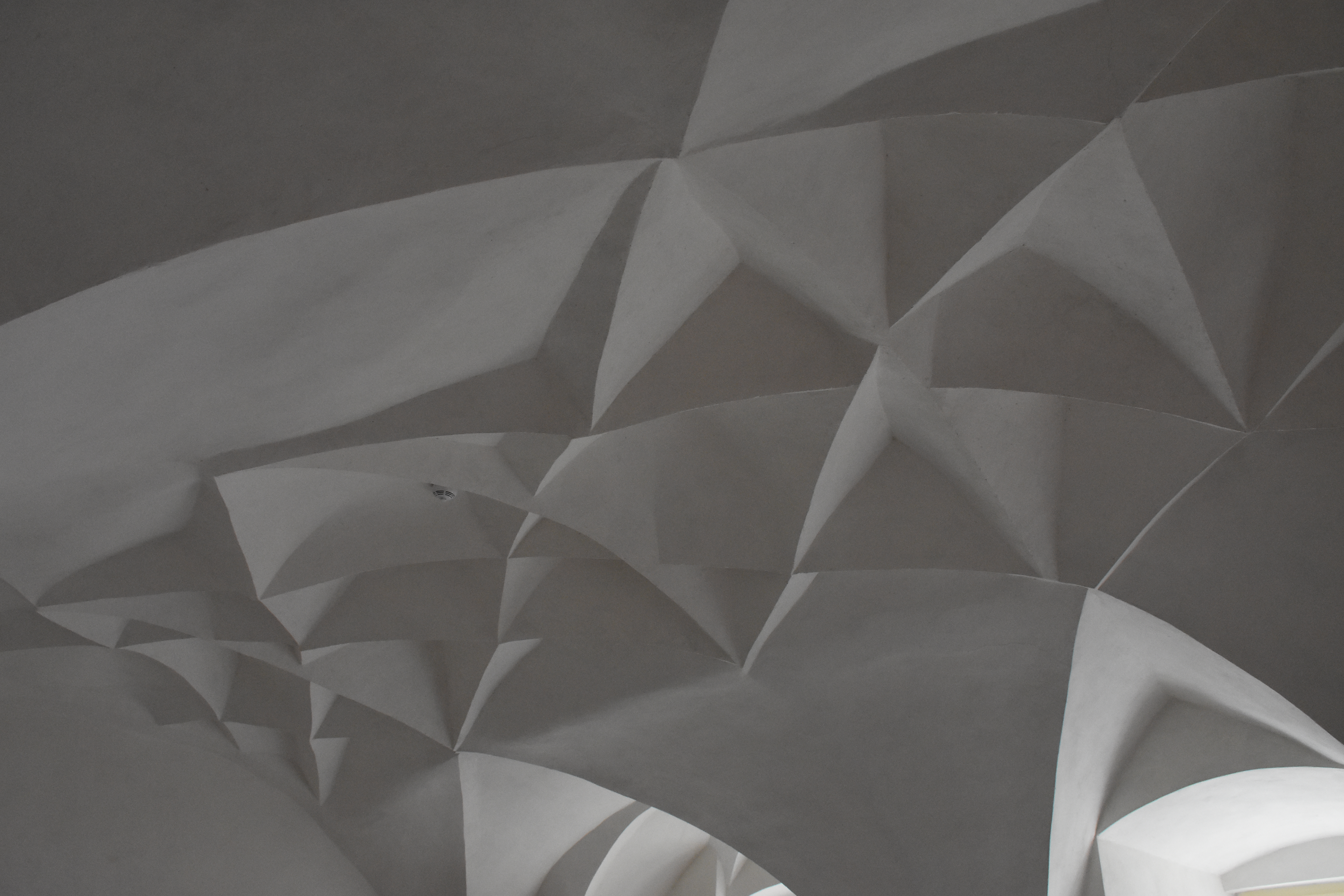
sklípková klenba bývalé soudní síně
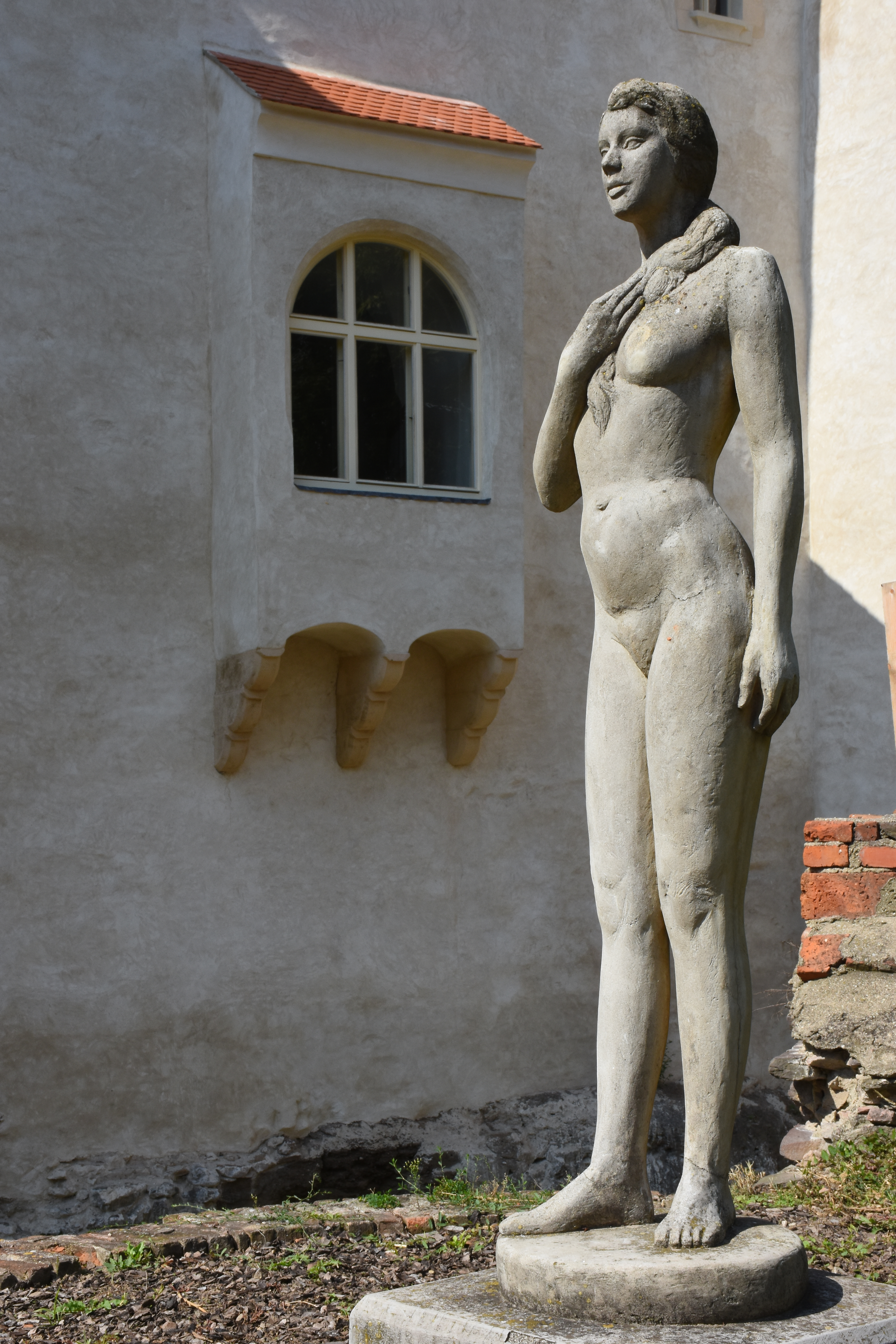
socha kněžny Miroslavy od Pavla Krbálka